# دردار غاوسني
دردار غاوسني (الاسم العلمي: Ulmus gaussenii) هو نوع نباتي يتبع جنس الدردار من فصيلة الدردارية.